# Bibliothèque Schneersohn
La bibliothèque Schneersohn est un fonds public de livres et de manuscrits hébreux, pour certains antiques, ayant appartenu au rabbin Isaac Schneersohn, et actuellement propriété de la fédération de Russie.

## Description
La collection contiendrait près de douze mille ouvrages et cinquante mille documents, dont trois cent quatre-vingt-un manuscrits. Selon le ministère de la Culture de Russie, la partie qui se trouve dans les dépôts publics russes comprend quatre mille cinq cents livres, qui en font partie avec certitude et qui ont été transférés au musée juif de Moscou. Un millier d'autres livres ont une provenance qui reste à confirmer.

## Histoire
La collection a été assemblée depuis la fin du XVIIIe siècle en Biélorussie par les rebbes de Habad, chefs spirituels de la communauté qui en avaient la garde. Elle a longtemps été conservée à Lioubavitchi, petit village de la région de Smolensk et centre religieux du mouvement juif traditionaliste du Hassidisme. Le sixième rebbe, Isaac Schneersohn, a laissé son nom à la bibliothèque. Au commencement de la Première Guerre mondiale, le chef de la communauté a mis le fonds à l'abri en le confiant à la fondation littéraire Persitz-Polyakov à la Bibliothèque d'État de Russie.
En 1918, la collection Schneersohn a été nationalisée par le pouvoir bolchévique, mais le rebbe a pu en envoyer environ 25 000 pages de manuscrits en Pologne, partie qui fut transférée ensuite, sous l’occupation allemande, en Allemagne, puis rapatriée à Moscou au lendemain de la Seconde Guerre mondiale. Une autre partie a été transportée hors de l'Union soviétique par le Rabbi précédent Schneerson, qui a émigré dans les années 1930.
Avec la révolution russe, les Bolchéviques nationalisent le fonds qui est  Habad

## Polémiques
Après la chute de l'URSS dans les années 1980, les Juifs du mouvement loubavitch réfugiés aux USA réclament la restitution du fonds et son transfert hors de Russie.
Le 6 août 2010, un juge fédéral de Washington, Royce Lamberth, a jugé que ce mouvement avait prouvé la légitimité de ses revendications sur les anciens livres juifs et manuscrits de ce fonds conservés à la Bibliothèque d'État russe et aux archives de l'armée russe.
En juin 2012, le Ministre de la Culture de Russie Vladimir Medinsky a décidé que l'ensemble du fonds, soit 4 500 livres, seraient transférés au Musée juif et de la tolérance de Moscou. Il précisait que cette opération devait être terminée avant la fin de 2013, et que pour cela, entre 500 et 700 livres seraient numérisés, répertoriés et analysés chaque mois avant d'être transférés.
Le 17 janvier 2013, un tribunal fédéral de Washington a condamné la Russie à payer une amende de 50 000 dollars par jour pour ne pas s'être conformée à la décision de 2010.
Le 13 juin 2014, Vladimir Poutine a inauguré les nouvelles salles du Musée juif et centre de la tolérance de Moscou et il a fait une allocution au cours de laquelle il a rappelé que le gouvernement bolchevique qui avait confisqué en 1918 le fonds Schneerson " était composé à 85 % de Juifs athées, guidés par une fausse idéologie, et qu'ils avaient arrêté et réprimé tous les adeptes du judaïsme, du christianisme, de l'islam et d'autres religions, sans faire de différences".